# Henryk Fontański
Henryk Fontański (ur. w 1947) – polski filolog, językoznawca, rusycysta, nauczyciel akademicki związany z Uniwersytetem Śląskim. 

## Życiorys
Pracę naukową rozpoczynał w roku 1971 w Opolu, w Katedrze Języka Rosyjskiego Wyższej Szkoły Pedagogicznej pod opieką naukową profesora Stanisława Kochmana. 
Od roku 1978 zawodowo związany z Uniwersytetem Śląskim. Zorganizował Zakład Rosyjsko-Polskiego Językoznawstwa Konfrontatywnego (następnie Zakład Językoznawstwa Konfrontatywnego i Translatoryki) na Wydziale Filologiczny Uniwersytetu Śląskiego. W latach 2000–2005 był prodziekanem Wydziału Filologicznego UŚ w Sosnowcu, zaś w latach 2008–2016 – dyrektorem Instytutu Filologii Wschodniosłowiańskiej UŚ. Wykładał też m.in. w Instytucie Neofilologii Akademii Pedagogicznej w Krakowie (2003–2007). 
Od lat dziewięćdziesiątych zajmuje się opisem gramatycznym współczesnego języka Łemków. W roku 1992 brał udział w I kongresie Języka Rusińskiego w Bardejovske Kupale na Słowacji. W roku 2000 ukazało się pierwsze wydanie „Gramatyki języka łemkowskiego”, którą profesor przygotował wraz z łemkowską regionalistką – Mirosławą Chomiak. Była to pierwsza pełna gramatyka języka Łemków polskich. 
Henryk Fontański jest także konsultantem łemkowskich publikacji dydaktycznych (w tym podręczników i materiałów metodycznych do nauki języka łemkowskiego w szkole) zatwierdzonych przez MEN. Od roku 2001 jest przewodniczącym Rady Programowej Fundacji Wspierania Mniejszości Łemkowskiej „Rutenika”. Od roku 2007 jest też członkiem Interregionalnej Rady Języka Rusińskiego. 
Profesor Fontański jest członkiem Komitetu Słowianoznawstwa PAN, Komisji Językoznawstwa PAN i Polskiego Towarzystwa Językoznawczego.

## Nagrody i odznaczenia
- Brązowy Krzyż Zasługi – 1979
- Złoty Krzyż Zasługi – 2004
- Medal Komisji Edukacji Narodowej – 2005
- Medal Mickiewicz – Puszkin Stowarzyszenia Współpracy Polska-Wschód – 2015[4]
- Złota Odznaka „Zasłużony dla Uniwersytetu Śląskiego” – 2016
- Nagroda św. Cyryla i Metodego Międzynarodowego Kongresu Języka Rusińskiego i Karpatorusińskiego Centrum Naukowego w Nowym Jorku – 2015

## Wybrane publikacje[5][6]
- Stosunki współrzędności w zdaniu pojedynczym w języku polskim i rosyjskim, Wydawnictwo UŚ, Katowice 1980
- Anaforyczne przymiotniki wskazujące w języku polskim i rosyjskim. Problemy użycia, Wydawnictwo UŚ, Katowice 1986
- Białorusko-polsko-rosyjski słownik terminów lingwistycznych i leksyki specjalnej [współaut. Wiktor Bekisz], Wydawnictwo UŚ, Katowice 1997
- Gramatyka języka łemkowskiego [współaut. Mirosława Chomiak], „Śląsk”, Katowice 2000
- Studia nad składnią łemkowską, Wydawnictwo UŚ, Katowice 2014